# Bohayella adina
Bohayella adina är en stekelart som först beskrevs av Wilkinson 1930.  Bohayella adina ingår i släktet Bohayella och familjen bracksteklar. Inga underarter finns listade.